# Shift
Shift е клавиш-модификатор от клавиатурата на компютър или пишеща машина, отначало предназначен за въвеждане на главни букви. При едновременно натискане на клавиша ⇧ Shift и клавиша с буквата, се въвежда главна буква. При едновременното натискане на клавиша ⇧ Shift и клавиш с цифра от допълнителната (цифрова) част от клавиатурата, се въвежда или препинателен знак, или се задейства функция за управление на курсора.
Освен това, клавишът ⇧ Shift се използва като:
- модификатор в „бързите“ съчетания на клавиши (шорткът, на английски: shortcut);
- модификатор при кликане с мишката (например, ако се натисне бутона на мишката, когато курсорът се намира над връзка, и се задържи натиснат клавиша ⇧ Shift, при много браузъри посочената страница се отваря в нов прозорец).

## История на създаването
Клавишът за първи път се появява през 1878 г. на американската пишеща машина Remington No. 2. Думата shift буквално се превежда като изместване и е произлязло от функцията на този клавиш при пишещите машини – да премести (повдигне) каретката така, че лостовете с буквите да удряли по хартията не с малките, а с големите букви. Механизмът бил патентован от Байрън Брукс на 30 декември 1875 г. (датата на попълване на патента) и е внедрен във втората серия на машините Remington. 